# Свято-Дмитрівська церква (Старий Кривин)
Свято-Дмитрівська церква — православна церква (ПЦУ) село Старий Кривин Славутського району Хмельницької області. Це пам'ятка архітектури XVIII ст., збудована в стилі українського бароко.

## Опис
Це незвичайна за своєю архітектурою культова споруда була побудована в 1763 році кривинською громадою майстрів-теслярів на кошти князя Станіслава Яблоновського, каштеляна Краківського. Дерев'яна, з такою ж дзвіницею, без жодного гвіздка, тризрубна, триглава з галереєю по всьому периметру. Квадратний у плані неф ширший бокових зрубів, апсида майже квадратна, бабинець сильно витягнутий. Така форма церкви у ті часи звалася «кораб». І дійсно вона нагадує корабель. Навколо головного корпусу вміло добудовано ще й «опасання» — криту галерею, котра була місцем народних зборів.

## З історії
Також відомо про те, що кривинська греко — католицька дерев'яна церква згоріла через необережність пономаря на другий день Пасхи у 1762 році. Тим не менше, вже наступного року, за благословенням луцького і острозького єпископа Сильвестра Рудницького і за сприяння князя Яблоновського, замість погорілого було побудовано новий, теж дерев'яний, храм. Попри те, що Кривин знаходився відносно недалеко від Острога, місцева церква в цей час належала до Гощанського греко-католицького деканату.

## Цікаві факти
Всередині храму зберігся ошатний іконостас із цікавими намісними іконами, роботи народних художників XVIII ст., і ще цікавіші Царські врата того ж XVIII ст. із різьбленими зображеннями євангелістів.

## Сучасне використання
За весь час свого існування служби в церкві не припинялися. Церкву постійно підтримували в належному стані, як жителі села так і духовенство, і до цього часу вона зберегла свої форми. З 1988 року богослужіння в церкві проводить отець Василій Талашок. При церкві діє церковний хор в складі 12 чоловік. Прихожани, за сприянням місцевої влади та меценатів, до 1025-річчя Хрещення Русі та 250-ї річниці храму здійснили благоустрій навколишньої території, до господарських споруд підвели природний газ.
З березня 2019 року парафія перейшла від УПЦ МП до Православної церкви України.